# Серандит
Серандит (англ. Serandite) — минерал, относящийся к классу силикатов.

## История открытия
Серандит назван в честь X. М. Серанда, коллекционера из Намибии, первым обнаружившего этот минерал на острове Рума (архипелаг Лос, Гвинея), в 1931 году.

## Условия образования
Формируется в щелочных вулканических породах и сиенитовых пегматитах, в заполненных газом полостях, образующихся внутри затвердевающей магмы. Представлен в виде масс и сформировавшихся в триклинной сингонии кристаллов.

## Физико-химические свойства
Наиболее часто встречается массивная или зернистая форма серандита, имеющая обычно белый, серый или желтоватый цвет, хотя попадаются коричневые и даже чёрные экземпляры, окраска которых обусловлена окисляющим действием воздуха. Иногда серандит принимает оранжево-красный облик. Сам по себе минерал этот прозрачен или полупрозрачен, но может становиться мутным из-за включений. Кристаллизуясь, серандит принимает форму волокнистых и, очень редко, призматических кристаллов, практически всегда коротких и небольших, хотя случается, что их размер превышает 10 сантиметров.

## Месторождения
Добывается на горе Сент-Илер (Mont Saint-Hilaire, Квебек, Канада), на острове Хонсю (Япония) и в Комбате (Намибия). Небольшие кристаллы хорошего цвета находят в Сибири (Россия), в марганцевых рудниках пустыни Калахари (ЮАР) и в Калифорнии (США). Встречается серандит также в Австралии, Бразилии, Италии и Норвегии.

## Применение
Серандит как минерал представляет собой исключительно коллекционный интерес.